# کارامفیل
کارامفیل (به بلغاری: Karamfil) یک منطقهٔ مسکونی در بلغارستان است که در شهرستان مومچیلگراد واقع شده‌است.